# フランソワ・フラマン
フランソワ・フラマン（François Léopold Flameng,1856年12月6日 - 1923年2月28日）はフランスの画家である。国立高等美術学校（エコール・デ・ボザール）の教授を務めた。第一次世界大戦中は「公式軍事画家」（Peintre des armées en France）に任じられた。

## 略歴
パリで生まれた。父親のレオポール・フラマン（Léopold Flameng:1831-1911）も画家で、フランソワ・フラマンは父親から絵画を学んだ後、国立高等美術学校でエドモン・エドゥアンやアレクサンドル・カバネルに学んだ。19歳の1875年にはサロン・ド・パリに出展し、審査員から賞賛された。
1905年に国立高等美術学校の講師に任じられ、数年後には教授となった。第一次世界大戦中は戦争大臣アレクサンドル・ミルランから「公式軍事画家」（Peintre des armées en France）に任じられ、多くの戦争を描いた絵を残し、戦後は戦争画家協会（Société des peintres militaire français）の名誉会長の称号を送られた。
レジオンドヌール勲章（シュバリエ）を受勲した。

## 作品

### 第一次世界大戦のイラスト
- 機関銃部隊
- 冬の塹壕
- 航空基地
- 飛行機
- 列車砲
- 戦車
- 戦車
- 凱旋

### その他の作品
- ジナイダ・ユスポヴァの肖像
- Jean Grolier
- Aux courses
- Marie-Louise Heine-Fould(慈善家、看護士)